# Route nationale 20
Die N20 ist eine französische Nationalstraße, die 1824 zwischen Paris und der spanischen Grenze bei Bourg-Madame festgelegt wurde. Sie geht auf die Route impériale 23 zurück. Ihre Länge betrug 945 Kilometer. Sie wurde im Laufe der Zeit auf viele Umgehungsstraßen verlegt. In den 1990er Jahren wurde zwischen Vierzon und Brive-la-Gaillarde Schnellstraßenabschnitte um Orte sowie zwischen diesen parallel zur Nationalstraße gebaut. Diese wurden zur A20, die auf Grund dieser Abstammung zu den mautfreien Autobahnen Frankreichs gehört. 2006 wurde die Nationalstraße zwischen Paris und der A66 bei Pamiers abgestuft. Weiterhin verläuft die N20 seit 1994 durch den Tunnel de Puymorens statt über den Col de Puymorens. In Spanien setzt sie sich auf der N-152 fort, die ursprünglich bis Granollers verlief.

## Streckenführung
| Position | höchste zulässige Gesamtgeschwindigkeit | Fahrbahnen | km   | Typ                          | Abschnitt                                       | Breitengrad | Längengrad |
| 1        | 90                                      | 2          |      | Beginn der Autobahn          | A 10/A126                                       | 48.7122     | 2.2887     |
| 2        | 90                                      | 2          |      | Ende an Straße               |                                                 | 48.7052     | 2.2872     |
| 3        | 110                                     | 2          |      | Beginn der Autobahn          | A66                                             | 43.1319     | 1.6266     |
| 4        | 110                                     | 2          | 1    | Teil-Anschlussstelle         | Pamiers                                         | 43.1166     | 1.6301     |
| 5        | 110                                     | 2          | 2.5  | Vollständige Anschlussstelle |                                                 | 43.1022     | 1.6326     |
| 6        | 110                                     | 2          | 6.5  | Vollständige Anschlussstelle | Varilhes/Verniolle                              | 43.0702     | 1.6419     |
| 7        | 110                                     | 2          | 10.5 | Teil-Anschlussstelle         | Varilhes                                        | 43.0399     | 1.6352     |
| 8        | 110                                     | 2          | 12.5 | Vollständige Anschlussstelle | Saint-Jean-de-Verges                            | 43.0287     | 1.6177     |
| 9        | 110                                     | 2          | 15.5 | Vollständige Anschlussstelle | Foix (nord)                                     | 43.0030     | 1.6140     |
| 10       | 110                                     | 2          | 17   | Normaler Abschnitt           |                                                 | 42.9877     | 1.6228     |
| 11       | 90                                      | 1          | 18.5 |                              | Foix (Tunnel)                                   | 42.9803     | 1.6230     |
| 12       | 90                                      | 1          | 20   |                              | Foix (Tunnel)                                   | 42.9580     | 1.6242     |
| 13       | 90                                      | 1          | 21.5 |                              | Foix sud/Montgailhard                           | 42.9488     | 1.6220     |
| 14       | 110                                     | 2          | 25.5 | Vollständige Anschlussstelle | Montgailhard / Saint-Paul-de-Jarrat / Lavelanet | 42.9215     | 1.6365     |
| 15       | 110                                     | 2          | 26.3 | Vollständige Anschlussstelle | Ariège                                          | 42.9150     | 1.6390     |
| 16       | 110                                     | 2          | 27   | Vollständige Anschlussstelle | Montgailhard/Ginabat                            | 42.9085     | 1.6385     |
| 17       | 110                                     | 2          | 31   | Vollständige Anschlussstelle | Arignac/Mercus-Garrabet                         | 42.8750     | 1.6210     |
| 18       | 110                                     | 2          | 34.5 | Ende an Kreisverkehr         | Tarascon-sur-Ariège                             | 42.8528     | 1.5910     |
| 19       | 110                                     | 2          |      | Beginn an Straße             | Perles-et-Castelet                              | 42.7360     | 1.7902     |
| 20       | 110                                     | 2          |      | Vollständige Anschlussstelle | Ax-les-Thermes                                  | 42.7302     | 1.8042     |
| 21       | 90                                      | 2          |      | Brücke                       | ruisseau du Najar                               | 42.7245     | 1.8209     |
| 22       | 90                                      | 1          |      |                              | Ariège                                          | 42.7092     | 1.8359     |
| 23       | 90                                      | 2          |      |                              |                                                 | 42.7062     | 1.8367     |
| 24       | 110                                     | 2          |      | Beginn an Straße             |                                                 | 42.8138     | 1.6320     |
| 25       | 110                                     | 2          |      | Ende an Straße               |                                                 | 42.8010     | 1.6518     |
| 26       | 110                                     | 2          |      | Beginn an Straße             |                                                 | 42.6500     | 1.8345     |
| 27       | 110                                     | 2          |      | Ende an Straße               |                                                 | 42.6277     | 1.8298     |
| 28       | 110                                     | 2          |      | Beginn an Straße             |                                                 | 42.6033     | 1.8125     |
| 29       | 110                                     | 2          |      | Ende an Straße               | Krankenhaus près l Andorre                      | 42.5955     | 1.8077     |
| 30       | 90                                      | 2          |      |                              |                                                 | 42.5793     | 1.7940     |
| 31       | 90                                      | 2          |      |                              |                                                 | 42.5777     | 1.7937     |
| 32       | 90                                      | 2          |      |                              |                                                 | 42.5408     | 1.8235     |
| 33       | 90                                      | 2          |      |                              |                                                 | 42.5370     | 1.8240     |
| 34       | 110                                     | 2          |      | Ende an Kreisverkehr         |                                                 | 43.4420     | 1.4159     |

## N20a
Die N20A wurde 1933 als Bahnübergang in Pierre-Buffière festgelegt. Durch die parallele Überführung erfolgte die baldige Herabstufung. 1972 wurde die Ortsdurchfahrt der N20 von Orléans zur N20A, da diese auf eine Umgehungsstraße verlegt wurde. Sie wurde 1973 zur D920 abgestuft.

## N20b
Die N20B war ein Seitenast der N20, der 1933 als Verbindung der Enklave Llivia mit Spanien festgelegt wurde. Im selben Jahr wurde sie noch zur N20C. Die Nummer wurde dann bis 1973 für die Straße von der Passstraße zum Col de Puymorens zum Pas de la Case verwendet, die als Seitenast der N20 ohne zugeordnete Nummer seit 1907 Teil des Nationalstraßennetzes war, wo sie dann ihre Fortsetzung in der CG-2 (von 1960 bis 1994 N-2) von Andorra fand. 1973 wurde sie zur N22. Ihre Länge beträgt fünf Kilometer.

## N20c
Die N20C war ein Seitenast der N20, der von 1933 bis 1973 nördlich von Bourg-Madame die spanische N-154 miteinander zwischen Spanien und der Enklave Llivia verband. Die Länge betrug zwei Kilometer. 1933 war sie kurzzeitig die N20B. Sie ist heute zur D68 abgestuft.

## N20e
Die N20E war von 1969 bis 1973 ein Seitenast der N20, der nordöstlich von Châteauroux die N20 mit der N725 verband und die Aufgabe einer Umgehungsstraße hatte. 1973 wurde der Teil zwischen der N20 (und Anschlussstelle 12 der A20) und der N151 Teil der N151. Der restliche Teil wurde zur D920.

## N22
Die N22 ist seit 1978 ein Seitenast der N20, der aus der N20B hervorging. 1994 übernahm sie noch die Parallelstrecke der N20 zur N320, da die N20 durch den frisch in Betrieb genommenen Tunnel geführt wurde.

## N320
Die heutige N320 ist ein Seitenast der N20. Sie wurde 1978 festgelegt und verlief zunächst nur als Alternativroute auf der Nordrampe des Col de Puymorens. 1994 gab sie ein kurzes Stück an die N20 ab, die ab da durch den neuen Tunnel de Puymorens geführt wurde. Zeitgleich wurde die alte N20 ab der Einmündung auf der Nordrampe bis zum Tunnelsüdportal zu N320.

## N520
Die heutige N520 existiert zweiteilig als Verbindungsstraße zwischen der auf die N20 zurückgehende Autobahn A20 und anderen Nationalstraßen. Der eine Abschnitt verläuft von der Anschlussstelle 33 zur Nationalstraße 21 am Nordufer der La Vienne durch Limoges und der andere Abschnitt als Nordwestumgehung von Limoges von der Anschlussstelle 28 zur Nationalstraße 141. Bei der Nordwestumgehung handelt es sich um die im Jahr 2006 aufgestufte D2000. Von 1992 bis 2006 war auch der Boulevardring um Limoges zwischen der Anschlussstelle 30 und der N21 Teil der N520. Heute sind die Straßen Kommunalsstraßen.

## N1020
Die N1020 war von 1978 bis 2000 ein Seitenast der N20, der aus der alten Trasse der N20 zwischen Donzenac und Brive-la-Gaillarde entstand, als diese auf die parallele Schnellstraße, die heute die A20 bildet, gelegt wurde.

## N2020
Die N2020 war zwischen 1986 und 2006 die alte Trasse der N20 durch die Orte, als diese jeweils auf Umgehungsstraßen gelegt beziehungsweise durch die A20 ersetzt wurde.
Ab 1986 erfolgte die Ausschilderung der alten Trasse parallel zur neu entstehenden A20. 1989 wurde dann die Ortsdurchfahrt durch Montauban zur N2020. Drei Jahre später folgte dann die Umnummerierung des Abschnittes zwischen Vierzon und Massay zu N2020. 1997 erfolgte dies für den Abschnitt zwischen Rhodes und La Poste und zuletzt 2001 für die Durchfahrt von Foix.